# Corinne Lepage

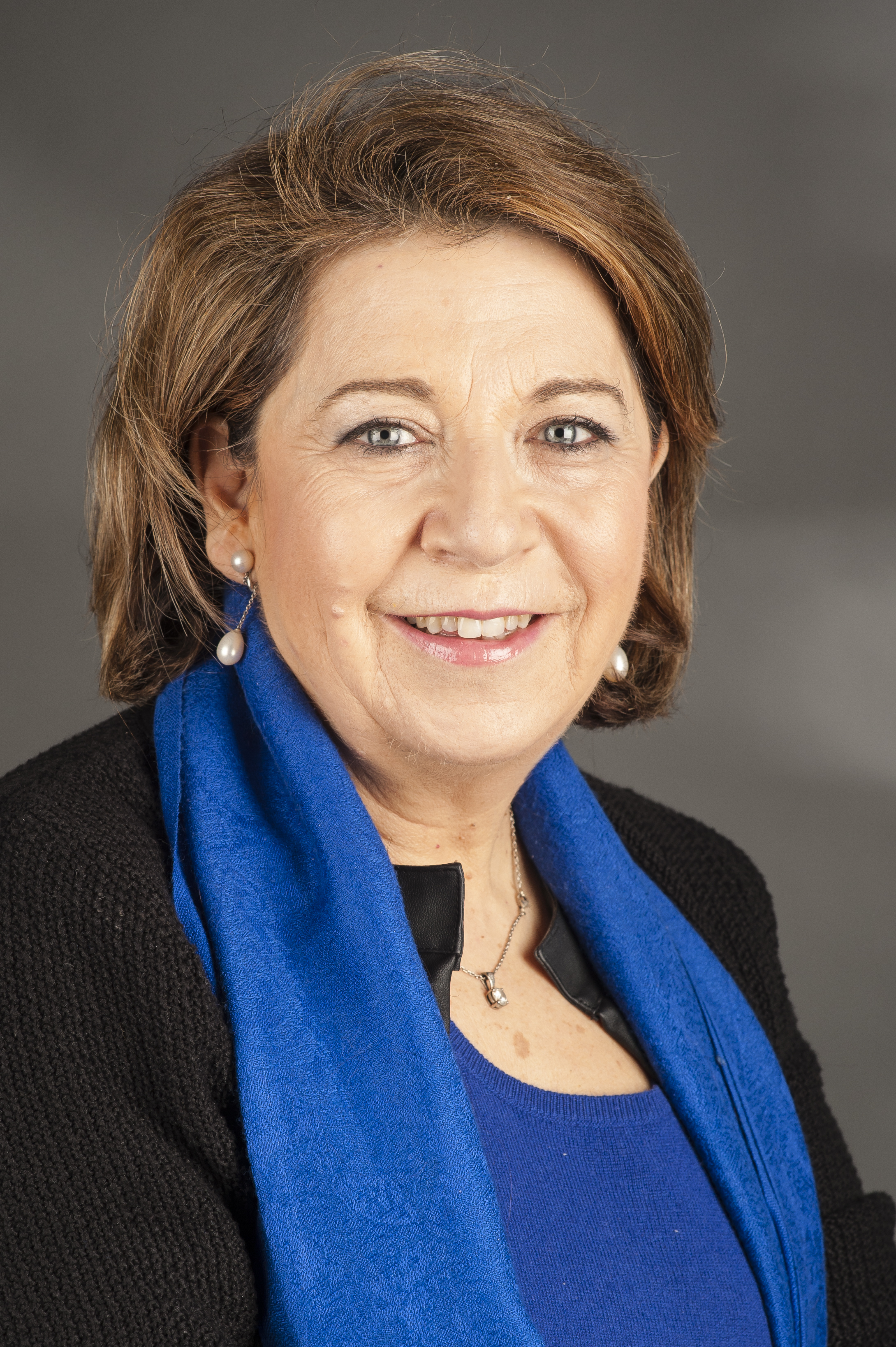
Corinne Lepage

Corinne Lepage (Boulogne-Billancourt, 11 mei 1951) is een Frans advocaat en politica.

## Levensloop
Corinne Lepage stamt uit een Joodse burgerfamilie. Haar vader was parfumeur bij Rochas. Ze studeerde in het Parijse 'Collège Molière'.
In 1971 behaalde ze haar diploma in het Institut d'études politiques de Paris. Ze behaalde vervolgens een diploma in de publiek recht en in politieke wetenschappen. In 1975 werd ze advocaat.
Ze voegde zich in 1978 bij het advocatenkantoor dat in 1969 gesticht werd door Christian Huglo, het eerste kabinet gespecialiseerd in milieuproblemen. In 1987 werd Huglo lid van de raad van de orde in Parijs.
Ze kreeg een eerste bekendheid in 1978 naar aanleiding van de schipbreuk van de Amoco Cadiz, die een zware ramp veroorzaakte voor de kusten van Bretagne. Ze trad op voor de lokale overheden van de Finistère en de Côtes-du-Nord, tegen de Amerikaanse petroleumvennootschap Amoco. Na vijftien jaar procederen haalden ze gelijk en werd geschiedenis geschreven in het beschermen van kustgebieden.
Het kabinet was vervolgens betrokken bij talrijke dossiers met betrekking tot het milieu. Vanaf 2006 was Lepage advocaat voor de lokale overheden in het proces tegen de vervuiling veroorzaakt door de olietanker Erika. Total en andere vennootschappen werden in 2012 veroordeeld tot herstel van de schade.
In 2011 kreeg ze de European Women Business Law Award in de categorie milieurecht.
In 2015 kreeg ze de prijs van de balie van Parijs voor het politieke boek, voor Les mains propres.

## Politiek
Lepage werd lid van de regering-Alain Juppé (1995-1997) en werd sedertdien als een rechtse politica beschouwd, wat ze ontkende.
In 2011 ondertekende ze met 107 andere parlementsleden de brief aan de president van de republiek, waarin ze zich verzetten tegen de erkenning door de Verenigde Naties van de staat Palestina en om een Frans veto in de Veiligheidsraad vroegen.
Kandidaat vanaf 1981, werd ze in 1989 verkozen in Cabourg en werd adjoint au maire. Ze kwam nochtans in opstand over milieukwesties.
In 1993 was ze kandidaat voor de wetgevende verkiezingen. Ze verdedigde de kleuren van Génération écologie, die ze in  1989 had opgericht met Brice Lalonde en Jean-Louis Borloo. Ze kreeg slechts 6,17 % van de stemmen.
In 1995 werd ze herkozen in Cabourg en werd opnieuw adjoint au maire.

## Minister (1995-1997) en nadien
In 1995 trad ze toe tot de regering van Alain Juppé als minister voor het Milieu, de Energie en de Zee. Na korte tijd werden de vrouwelijke leden uit de regering verwijderd, met uitzondering van Corinne Lepage.
In 1997 was ze kandidaat in Parijs voor de wetgevende verkiezingen, maar werd niet verkozen.
Ze voerde verder actie voor een duurzame ontwikkeling. Haar denktank Cap 21 werd in 2000 omgevormd in politieke partij, waarin ze mensen van rechts en van links wilde verenigen rond ecologische thema's.
In 2002 stelde ze zich kandidaat voor de presidentsverkiezingen. Ze kreeg 3,01 % van de stemmen.
Bij de regionale verkiezingen van 2004 kreeg haar lijst 16,50 % van de stemmen. Vervolgens nam ze mee aan de Europese verkiezingen en behaalde 3,61 %.
Vanaf 2007 begon ze aan een samenwerking met François Bayrou. Ze steunde hem in zijn kandidatuur bij de parlementsverkiezingen en stichtte mee de Mouvement Démocrate (MoDem).
In mei 2007 weigerde ze toe te treden tot de regering Fillon. Ze werd kandidaat voor de MoDem bij de gemeenteraadsverkiezingen voor 2012 in Parijs. Ze kreeg 10 % van de stemmen.
Ze werd vicevoorzitter van de MoDem in 2008.
In 2009 werd ze verkozen tot Europees Parlementslid. Wat later kwam het tot spanningen tussen Cap 21 en MoDem, omdat de eerste bij regionale verkiezingen bij voorkeur allianties aanging met 'Europe Ecologie' eerder dan met de MoDem. Lepage bekritiseerde voortaan Bayrou en weldra verliet Cap 21 MoDem.
Ondertussen bleef ze Europarlementslid tot in 2014.
Ze zetelde binnen de groep Alliantie van democraten en liberalen.
In december 2009 was ze het enige Franse Europarlementslid dat deelnam aan de klimaatconferentie in Kopenhagen.
In 2012 wilde ze zich opnieuw kandidaat stellen voor de presidentsverkiezingen, maar ze geraakte niet aan 500 peters. Ze riep op om voor François Hollande te stemmen.
Bij de Europese verkiezingen van 2014 werd ze niet herkozen.
Ze stichtte in 2009 Rassemblement citoyen en in 2012 de denktank Essaim, opgericht en 2012. In 2014 komt er een fusie tussen Cap 21 en Rassemblement citoyen.
In januari 2017 betuigde ze haar steun aan Emmanuel Macron en verklaarde zich in te zetten om hem te doen evolueren op het gebied van de milieuproblemen.

## Publicaties
- Code annoté de procédures administratives contentieuses, 1990.
- Les Audits d'environnement, 1992.
- On ne peut rien faire, madame le Ministre, Parijs, Albin Michel, 1998.
- Bien gérer l'environnement, une chance pour l'entreprise, 1999.
- La Politique de précaution, (samen met François Guéry, 2000.
- Oser l'espérance, 2001.
- De l'Écologie hors de l'imposture et de l'opportunisme, collection Temps critique, 2003 ISBN 978-2-87781-074-6.
- Santé & Environnement : l'ABCdaire, 2005.
- J'arrive, onder pseudoniem Catherine Médicis, 2005
- Et si c’était elle, politieke roman, Éditions Michalon, 2006, ISBN 978-2-84186-320-4.
- Constitution pour une nouvelle République, 2006, ISBN 978-2-35310-000-2.
- On efface tout et on recommence, onder pseudoniem Catherine Médicis, 2006, ISBN 978-2-84186-312-9.
- Français, encore un effort pour passer d'une monarchie bananière à une République durable, onder pseudoniem Catherine Médicis, 2007.
- Vivre autrement, Grasset, 2009, ISBN 978-2-246-75341-4.
- Entre colère et espoirs, e-book, 2009, ISBN 978-0-557-10979-1.
- Sans le nucléaire on s'éclairerait à la bougie : Et autres tartes à la crème du discours techno-scientifique, (samen met Jean-François Bouvet) Parijs, Seuil, 2010.
- La vérité sur le nucléaire, Parijs, Albin Michel, 2011, ISBN 978-2-226-23067-6.
- À vos droits citoyens !, Ilv Bibliotheca, 2011.
- Déficit public: Le patrimoine des Français en péril, Archipel, 2011.
- La vérité sur les OGM, c'est notre affaire !, Éditions Charles Léopold Mayer, 2012, ISBN 978-2-84377-172-9.
- L'État nucléaire, Parijs, Albin Michel, 2014.
- Les Mains propres : plaidoyer pour la société civile au pouvoir, Autrement, 2015.
- Atlas mondial du nucléaire, Autrement, 2015.